# 桂冠街区 (电影)
《桂冠街区》（英語：Laurel Canyon）是一部2002年的美国剧情片，由丽莎·乔洛登科编剧和导演。该片由法蘭絲·麥杜雯、克里斯汀·貝爾、凱特·貝琴薩、娜塔莎·麦克艾霍恩和亚历桑德罗·尼沃拉主演。